# Viktor Kuusela
Viktor Kuusela, född 8 februari 1925 i Salmis, död 4 april 2017 i Helsingfors, var en finländsk grafiker. 
Kuusela studerade 1946–1948 vid Finlands konstakademis skola och 1951–1954 bland annat som Aukusti Tuhkas elev samt ställde ut första gången 1953. Han är känd för sin mångsidighet som grafiker och har huvudsakligen ägnat sig åt metallgrafik i olika former. Hans tidiga arbeten, bland annat figurbilder från 1950-talet, är ofta utförda i torrnålsteknik, medan landskapsmotiven från 1960- och 1970-talen är gjorda i akvatinta. Även om hans arbeten i många fall är rika på figurer och detaljer, finner man även renodlade, lugna kompositioner och stilleben. Han undervisade 1971–1980 i grafik vid Finlands konstakademis skola och tilldelades professors titel 1985.